# ボビー・フェンウィック
ロバート・リチャード・フェンウィック（英語: Robert Richard Fenwick、1946年12月10日 - ）は、沖縄県那覇市生まれ、アメリカ合衆国ミネソタ州育ちの元プロ野球選手（内野手）。右投右打。
米国統治下にあった沖縄で生まれた唯一のメジャーリーガーである。

## 経歴
米国統治下の沖縄で、アメリカ海軍に勤務していた父と通訳として働いていたハワイ出身の日系アメリカ人の母の間に誕生。父が海軍を除隊後は、家族は父の故郷であるミネソタ州に移り、そこで育った。
ミネソタ大学ツインシティー校在学中の1966年に行われたMLBドラフトにおいて、シカゴ・ホワイトソックスから27巡目（全体537位）で指名されたが、この時は入団しなかった。
翌1967年のMLB二次ドラフト1巡目（全体16位）でサンフランシスコ・ジャイアンツから指名され、プロ入りした。
1971年11月に行われたルール・ファイブ・ドラフトでヒューストン・アストロズから指名され移籍した。
1972年4月26日にメジャーデビュー。この年はメジャーで36試合に出場した。オフの11月にトレードでセントルイス・カージナルスに移籍した。
1973年はカージナルスで開幕を迎え、その後アストロズ復帰、シカゴ・カブスに移籍と所属先を転々としたが、メジャーでの出場はカージナルスでの5試合にとどまった。
1974年にサンディエゴ・パドレスに移籍し、傘下AAA級ハワイ・アイランダーズでプレーしたのを最後に現役を引退した。

## 詳細情報

### 年度別打撃成績
| 年 度    | 球 団    | 試 合 | 打 席 | 打 数 | 得 点 | 安 打 | 二 塁 打 | 三 塁 打 | 本 塁 打 | 塁 打 | 打 点 | 盗 塁 | 盗 塁 死 | 犠 打 | 犠 飛 | 四 球 | 敬 遠 | 死 球 | 三 振 | 併 殺 打 | 打 率 | 出 塁 率 | 長 打 率 | O P S |
| -------- | -------- | ----- | ----- | ----- | ----- | ----- | -------- | -------- | -------- | ----- | ----- | ----- | -------- | ----- | ----- | ----- | ----- | ----- | ----- | -------- | ----- | -------- | -------- | ----- |
| 1972     | HOU      | 36    | 53    | 50    | 7     | 9     | 3        | 0        | 0        | 12    | 4     | 0     | 1        | 0     | 0     | 3     | 1     | 0     | 13    | 1        | .180  | .226     | .240     | .466  |
| 1973     | STL      | 5     | 6     | 6     | 0     | 1     | 0        | 0        | 0        | 1     | 1     | 0     | 0        | 0     | 0     | 0     | 0     | 0     | 2     | 0        | .167  | .167     | .167     | .333  |
| MLB：2年 | MLB：2年 | 41    | 59    | 56    | 7     | 10    | 3        | 0        | 0        | 13    | 5     | 0     | 1        | 0     | 0     | 3     | 1     | 0     | 15    | 1        | .179  | .220     | .232     | .452  |